# 国民年金法
| 国民年金（第1階）                                                 |             |
| 第1号被保険者                                                     | 1,449万人   |
| 第2号被保険者                                                     | 4,513万人   |
| 第3号被保険者                                                     | 793万人     |
| 被用者年金（第2階）                                               |             |
| 厚生年金保険                                                      | 4,047万人   |
| 公務員等                                                          | （466万人） |
| その他の任意年金                                                  |             |
| 国民年金基金 / 確定拠出年金（401k） / 確定給付年金 / 厚生年金基金 |             |

国民年金法（こくみんねんきんほう、昭和34年4月16日法律第141号）は、国民年金制度に関する日本の法律である。日本の年金制度における基礎部分を担う。

## 概要
1959年（昭和34年）4月に制定された本制度は、20歳以上のすべての国民はこの制度に加入する必要があるとした。但し、他の公的年金に加入している者は免除するとされた。老齢福祉年金の支給は1959年（昭和34年）11月1日から、適用事務は1960年10月から、拠出制年金の保険料徴収は1961年4月1日から開始され、これによって日本は国民皆年金制度へ移行した。
1986年4月の改正法施行により、基礎年金制度のいわゆる1階部分に位置づけられるようになった。同様に岸内閣で1958年（昭和33年）に国民皆保険制度として改正され、1959年1月に施行された国民健康保険法、中小企業と大企業との賃金格差を導入前より縮小させた最低賃金法と共に現在の日本の社会保険制度の基本になっている。

### 国民年金法の制定に至るまでの過程
岸信介を首班とする第1次岸内閣の厚生大臣・堀木鎌三の下、1958年（昭和33年）4月1日、厚生省に国民年金準備委員会が設置された。
厚生省の官僚であった小山進次郎は、同日付けで、国民年金準備委員（国民年金準備委員会事務局長）に就任した。
岸の率いる自由民主党は、衆議院解散２日前の、1958年（昭和33年）4月23日に、選挙公約として、国民年金制度の1959年度（昭和34年度）創設を決定した。
岸は、1958年（昭和33年）4月25日に衆議院を解散。5月22日実施の第28回衆議院議員総選挙で、自民党は追加公認を併せ絶対安定多数となる298議席を獲得勝利した。
その後6月12日に第57代内閣総理大臣に就任し、第2次岸信介内閣が発足するに至った。
第2次岸信介内閣発足2日後の1958年（昭和33年）6月14日、社会保障制度審議会（当時会長：大内兵衛）が「国民年金制度に関する基本方針について」を答申した。

### 年表
- 1958年（昭和33年）7月15日、小山進次郎は大臣官房審議官に就任した。当時の厚生大臣は橋本龍伍である。
- 1958年（昭和33年）9月24日、厚生省は、国民年金制度要綱第一次案を発表した。
- 1959年（昭和34年）1月22日、社会保障制度審議会は、「国民年金法制定について」を答申した。この時の厚生大臣は坂田道太である。
- 1959年（昭和34年）2月13日、国民年金法案（内閣提出）の趣旨説明
- 1959年（昭和34年）4月16日、国民年金法公布。
- 1959年（昭和34年）5月1日、年金局創設と同時に小山進次郎は年金局長に就任した。この時の厚生大臣は渡邊良夫である。

## 国民年金の支払期月の問題点
国民年金法第18条は支払期月を以下のように定めているが、その後改正され、現在は、６期制であるが、制定当初は、４期制であった。
３　年金給付は、毎年２月、５月、８月及び11月の４期に、それぞれの前月までの分を支払う。
３　年金給付は、毎年２月、４月、６月、８月、10月及び12月の６期に、それぞれの前月までの分を支払う。
この支払期月の問題について、小山進次郎は、「国民年金法の解説」148－149頁で以下のように説明している。
年金給付を受ける権利は、法律に定める支給要件に該当するものとして裁定を受けると、基本権としての受給権が確定するわけであるが、この定期的債権としての性格をもつ基本権にもとづいて、具体的に年金の支給を受ける権利、すなわち支分権が自動的に発生することとなる。
このような支分権としての年金給付の支給は、月を単位としておこなわれる。すなわち、その支給期間は、年金を支給すべき事由の生じた日の属する月の翌月分から始め、年金給付を受ける権利が消滅した日の属する月分で終わる（法18）。
（中略）
以上のように、支分権としての年金の支給期間は月を単位として定められ、その意味で年金とはいいながら「月金」としての実質を持つのであるが、その具体的金銭の支払は、拠出制年金については３ヵ月分ずつまとめておこなわれる。この意味で、本法においては、支分権の年金について、支給と支払とを区別して用いている。
拠出制年金の支払期月は、毎年２月、５月、８月および11月の４回であって、それぞれの支払期月の前月までの３ヵ月分が支払われる（注）。
支払期月の６期制移行に関する根拠
県立長野図書館長発出28図号外、平成28年（2016年）12月24日（土）
年金支給方法について（回答）
全国社会保険協会連合会が発行していた雑誌『ねんきん』第30巻第４号1989年４月には厚生省年金局年金課による「国民年金制度の改正内容について」が掲載されており、「年金の支払いについては、受給者サービスの改善をはかるため、各方面より支払い回数の増加の要望があり、国民年金制度においては、第一着手として旧法国民年金の老齢年金について63年２月から年６回払いを実施、第二着手として旧法障害・母子年金等を平成元年２月から実施しているところである。今回は、未実施である基礎年金及び旧法通算老齢年金等について、本年10月より現行年４回支払を年６回支払に改善することにしたものである。」としています。
支払期日「15日」の法的根拠
厚生労働省年金局年金課に、支払期日が「15日」となっている法的根拠を調査させた結果、1989年（平成元年）に、４期制から６期制への移行が完了すると同時に、４期制時代の「６日支払」が、「15日支払」に改正された。
４期制時代の「６日支払」の法的根拠は分からないという回答だったが仮説に基づく探求に依り後に紹介する如く「恩給法」に源流があった。
「６期制および15日支払への移行」の法的根拠は以下の通りである。
国民年金法等の一部を改正する法律等の施行に伴う社会保険オンラインシステムに係る業務処理及び年金給付に関する事務の取扱いについて（平成元年12月22日社業発第37号社会保険業務センター総務部長・情報管理部長・業務部長から、都道府県民生主管部（局）保険主管課（部）長・都道府県民生主管部（局）国民年金主管課（部）長あて通知）
第２　年金給付関係業務
９　年金の支払回数の改善等の周知について
厚生年金保険、船員保険、新船員保険及び国民年金の年金給付（旧国民年金法の規定による年金給付にあっては、通算老齢年金以外のものを除く。）の支払回数が平成２年２月から年６回（２月、４月、６月、８月、10月、12月）に改善されたこと及び平成２年４月以降の年金の支払日が定期支払月の15日（15日が日曜日の場合は16日、土曜日の場合は17日に変更されることの受給者への周知を、平成２年２月期支払の支払通知書又は振込通知書の裏面（別添６）により行うこととしたこと。
なお、平成２年４月以降の支払日については、別途通知するものであること。
厚生年金保険関係通達集（厚生省年金局社会保険庁監修、社団法入全国社会保険協会連合会発行、昭和53年３月１日初版発行、平成８年２月20日第５版発行、210頁）
平成元年12月22日社業発第37号発出後、平成４年５月29日に、社会保険庁運営部社会保険庁運営部長は、より一層の受給者サービスの向上を図る観点から、以下の通知を発出し、15日が日曜日等に当たる場合は支払開始期日を繰り上げ、その直前の日曜日等でない日とすることとし、今日の支払期日体制が確立した。
年金の支払開始期日が日曜日若しくは土曜日又は休日に当たる場合の支払開始期日の繰上げについて（平成４年５月29日庁保発第17号各都道府県民生主管部（局）長あて社会保険庁運営部社会保険庁運営部長通知）
国民年金、厚生年金保険及び船員保険に係る年金の支払開始期日については、15日（国民年金の老齢福祉年金にあっては11日。以下同じ。）が日曜日若しくは土曜日又は休日（以下「日曜日等」という。）に当たる場合は、その直後の日曜日等でない日としていたところであるが、より一層の受給者サービスの向上を図る観点から、15日が日曜日等に当たる場合は支払開始期日を繰り上げ、その直前の日曜日等でない日とすることとしたので、受給権者からの照会及び指導等にあたっては、遺憾のないようご配意願いたい。
この取扱いに伴い、国民年金法施行規則及び被用者年金制度間の費用負担の調整に関する特別措置法施行規則の一部を改正する省令が平成４年５月29日厚生省令第34号をもって公布され、同日から施行されることとなったが、その改正内容は、基礎年金に関する年金保険者たる共済組合に係る拠出金の拠出日及び交付金の交付日、共済払いの基礎年金の支払開始期日並びに被用者年金制度間の費用負担の調整に関する年金保険者たる共済組合に係る拠出金の拠出日及び交付金の交付日を支払開始期日の繰上げに伴いそれぞれ改めたものである。
なお、同様の趣旨から郵政官署において取り扱う厚生年金、船員保険年金等、国民年金及び労働者災害補償保険年金等の支払に関する省令等の一部を改正する省令が平成４年５月29日郵政省令第27号をもって公布され、郵便局における年金の支払開始期日も繰り上げられることとなり同日から施行されることとなった。
この取扱いにより、国民年金（老齢福祉年金を除く。）、厚生年金保険及び船員保険にあっては、平成４年８月、国民年金の老齢福祉年金にあっては、平成５年４月が最初の支払開始期日の繰上げに当たることとなるので留意されたい。
４期制の源流
小山は、４期制の源流に言及しなかったから、「国民年金法の解説」そのものからは、４期制の源流を明らかにする事は出来なかった。
そこで、各種年金制度より早い時期に、制度化されていた恩給法を調べてみると、現在も維持されている「４期制」が現れる。
４期制の源流が恩給法にある事は恩給給与規則（大正12年勅令第369号）第29条「年金たる恩給は毎年１月、４月、７月、10月の４期」及び改正恩給給与細則（昭和28年総理府令第67号）（支払開始日）第10条の２「年金たる恩給の支払開始日は、各支給期月の６日」で証明された。
恩給法（大正12年４月14日法律第48号）
第18条の２
本法に規定するものを除くの外恩給の請求、裁定、支給及受給権存否の調査に関する手続に付ては政令を以て之を定む
恩給給与規則（大正12年勅令第369号）
第３章　恩給の支給
第29条
年金たる恩給は毎年１月、４月、７月、10月の４期に於て各其の前月分迄を支給す但し１月に支給すべき恩給は之を受けんとする者の請求ありたるときは其の前年の12月に於ても之を支給することを得
２　前項に規定する支給期月に支給すべかりし恩給は支給期月に非ざる時期に於ても之を支給す
恩給給与細則（昭和28年総理府令第67号）
恩給給与細則（大正12年閣令第７号）の全部を次のように改正する。
（支払開始日）
第10条の２
年金たる恩給の支払開始日は、各支給期月の６日（その日が日曜日若しくは土曜日又は国民の祝日に関する法律（昭和23年法律第178号）に規定する休日（以下本項において「日曜日等」という。）に当たる場合は、その日の直前の日曜日等でない日）とする。
ただし、受給者の請求により１月に支給すべき恩給をその前年の12月に支給する場合にはその月の21日（その日が日曜日等に当たる場合は、その日の直前の日曜日等でない日）とする。

２　前項の規定にかかわらず、恩給を受ける権利が失われた場合におけるその期の恩給は、支払開始日前の日においても支給する。

## 構成
- 第一章　総則（第1条―第6条）
- 第二章　被保険者（第7条―第14条の5）
- 第三章　給付
  - 第一節　通則（第15条―第25条）
  - 第二節　老齢基礎年金（第26条―第29条）
  - 第三節　障害基礎年金（第30条―第36条の4）
  - 第四節　遺族基礎年金（第37条―第42条）
  - 第五節　付加年金、寡婦年金及び死亡一時金
    - 第一款　付加年金（第43条―第48条）
    - 第二款　寡婦年金（第49条―第52条）
    - 第三款　死亡一時金（第52条の2―第68条）

  - 第六節　給付の制限（第69条―第73条）
- 第四章　国民年金事業の円滑な実施を図るための措置（第74条）
- 第五章　積立金の運用（第75条―第84条）
- 第六章　費用（第85条―第100条）
- 第七章　不服申立て（第101条・第101条の2）
- 第八章　雑則（第102条―第110条）
- 第九章　罰則（第111条―第114条）
- 第十章　国民年金基金及び国民年金基金連合会
  - 第一節　国民年金基金
    - 第一款　通則（第115条―第118条の2）
    - 第二款　設立（第119条―第119条の5）
    - 第三款　管理（第120条―第126条）
    - 第四款　加入員（第127条・第127条の2）
    - 第五款　基金の行う業務（第128条―第133条）
    - 第六款　費用の負担（第134条・第134条の2）
    - 第七款　解散及び清算（第135条―第137条の2の4）
    - 第八款　合併及び分割
      - 第一目　合併（第137条の3―第137条の3の6）
      - 第二目　分割（第137条の3の7―第137条の3の12）
      - 第三目　雑則（第137条の3の13―第137条の3の16）

  - 第二節　国民年金基金連合会
    - 第一款　通則（第137条の4―第137条の4の3）
    - 第二款　設立（第137条の5―第137条の7）
    - 第三款　管理及び会員（第137条の8―第137条の14）
    - 第四款　連合会の行う業務（第137条の15―第137条の21）
    - 第五款　解散及び清算（第137条の22―第137条の24）

  - 第三節　雑則（第138条―第142条の2）
  - 第四節　罰則（第143条―第148条）
- 附則

### 旧法
制定当初
- 第1章　総則（第1条 - 第6条）
- 第2章　被保険者（第7条 - 第14条）
- 第3章　年金給付
  - 第1節　通則（第15条 - 第25条）
  - 第2節　老齢年金（第26条 - 第29条）
  - 第3節　障害年金（第30条 - 第36条）
  - 第4節　母子年金、遺児年金及び寡婦年金
    - 第1款　母子年金（第37条 - 第41条）
    - 第2款　遺児年金（第42条 - 第48条）
    - 第3款　寡婦年金（第49条 - 第52条）

  - 第5節　特例による老齢年金、障害年金及び母子年金（第53条 - 第68条）
  - 第6節　給付の制限（第69条 - 第73条）
- 第4章　被保険者及び年金給付に関する経過的特例
  - 第1節　経過措置（第74条 - 第79条）
  - 第2節　福祉年金の特別支給（第80条 - 第83条）
- 第5章　福祉施設（第84条）
- 第6章　費用（第85条 - 第100条）
- 第7章　審査の請求（第101条）
- 第8章　雑則（第102条 - 第110条）
- 第9章　罰則（第111条 - 第114条）
- 附則